# ایستگاه مرکزی مترو/خیابان ۷ام
ایستگاه مرکزی مترو/خیابان ۷ام (انگلیسی: 7th Street/Metro Center station) یکی از ایستگاه‌های مهم تبادلی متروی لس آنجلس است.
این ایستگاه که در سال ۱۹۹۱ تأسیس شده در محل تقاطع ایستگاه‌های ای، بی، دی و ئی قرار دارد.

## نگارخانه

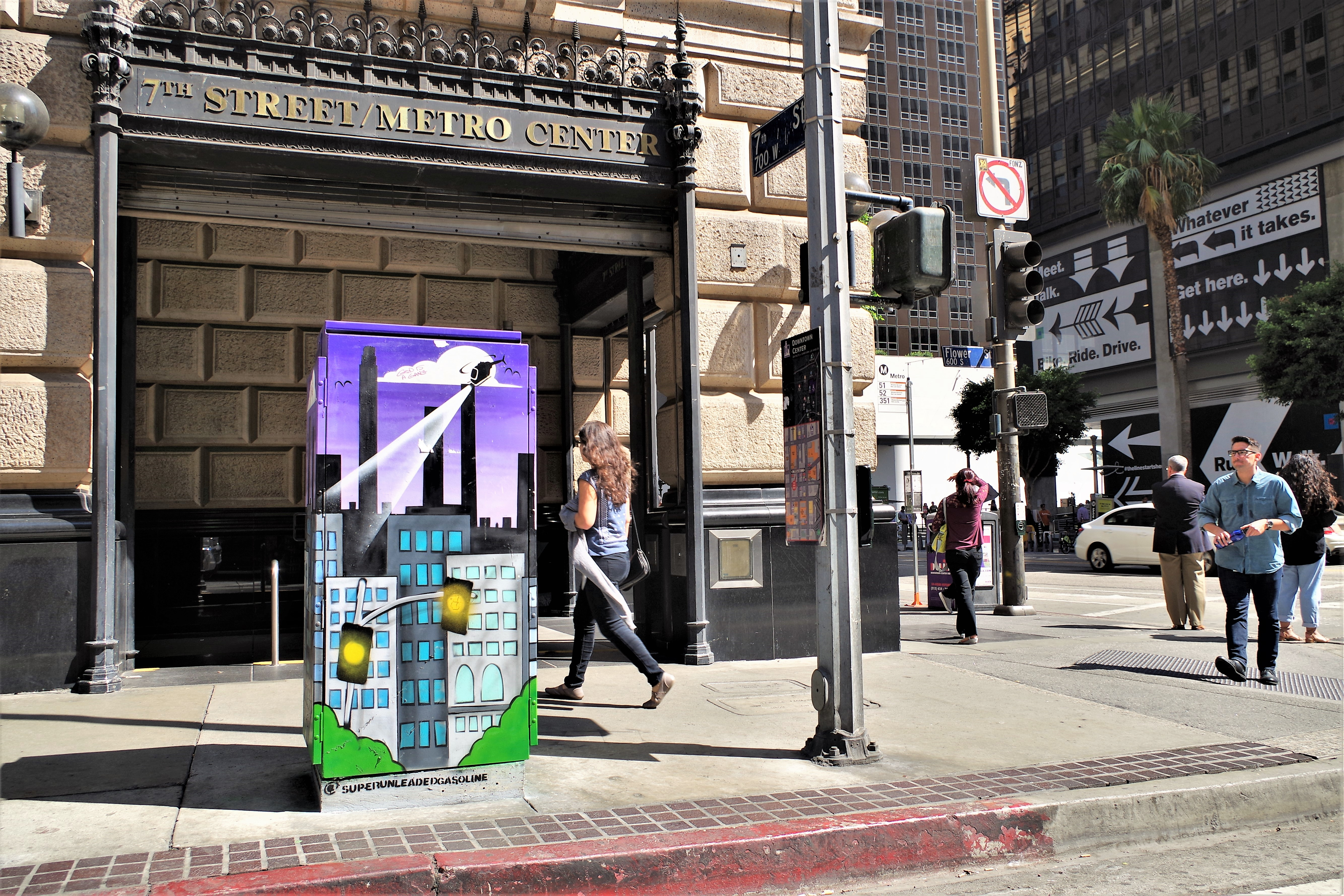
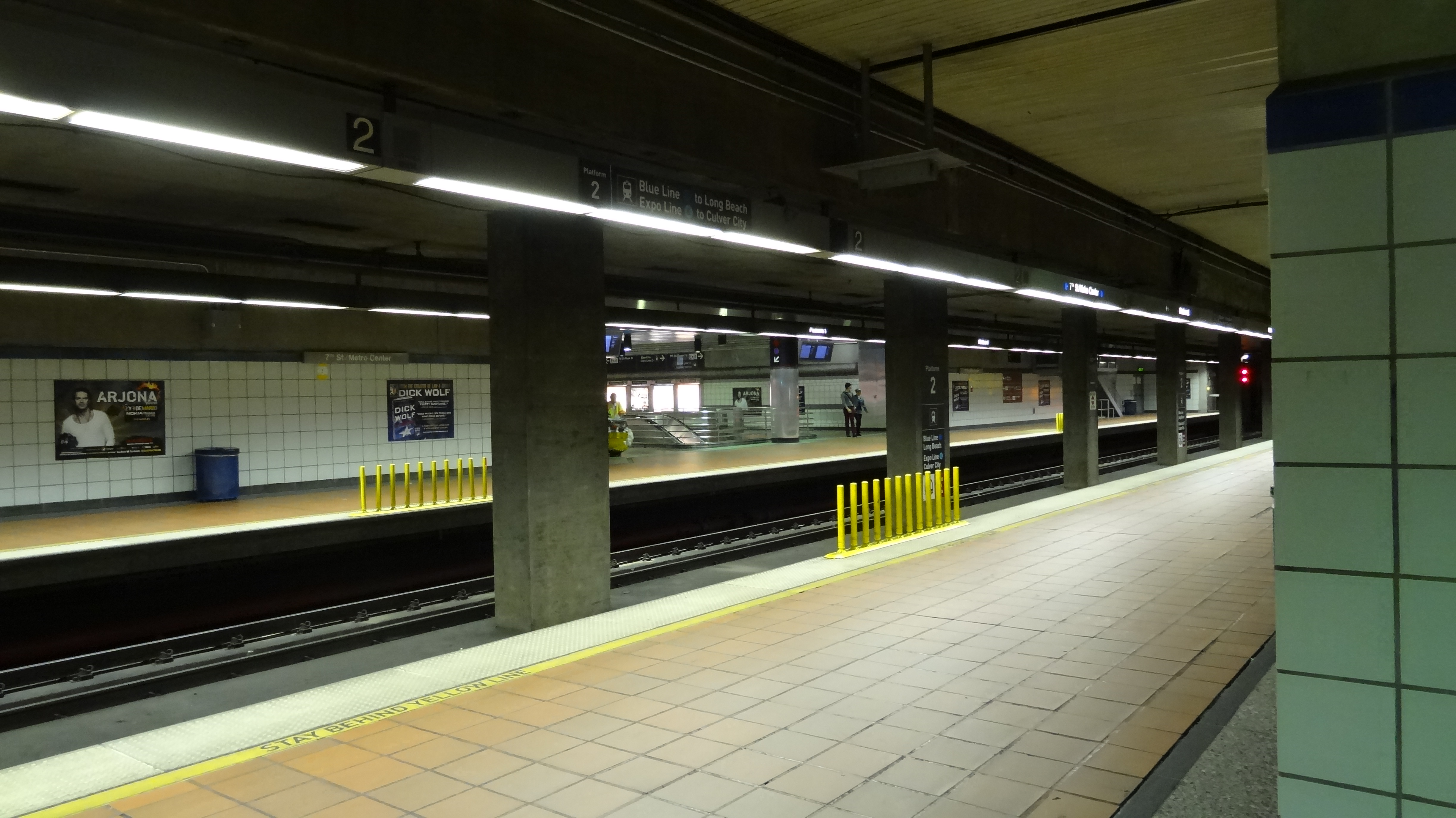
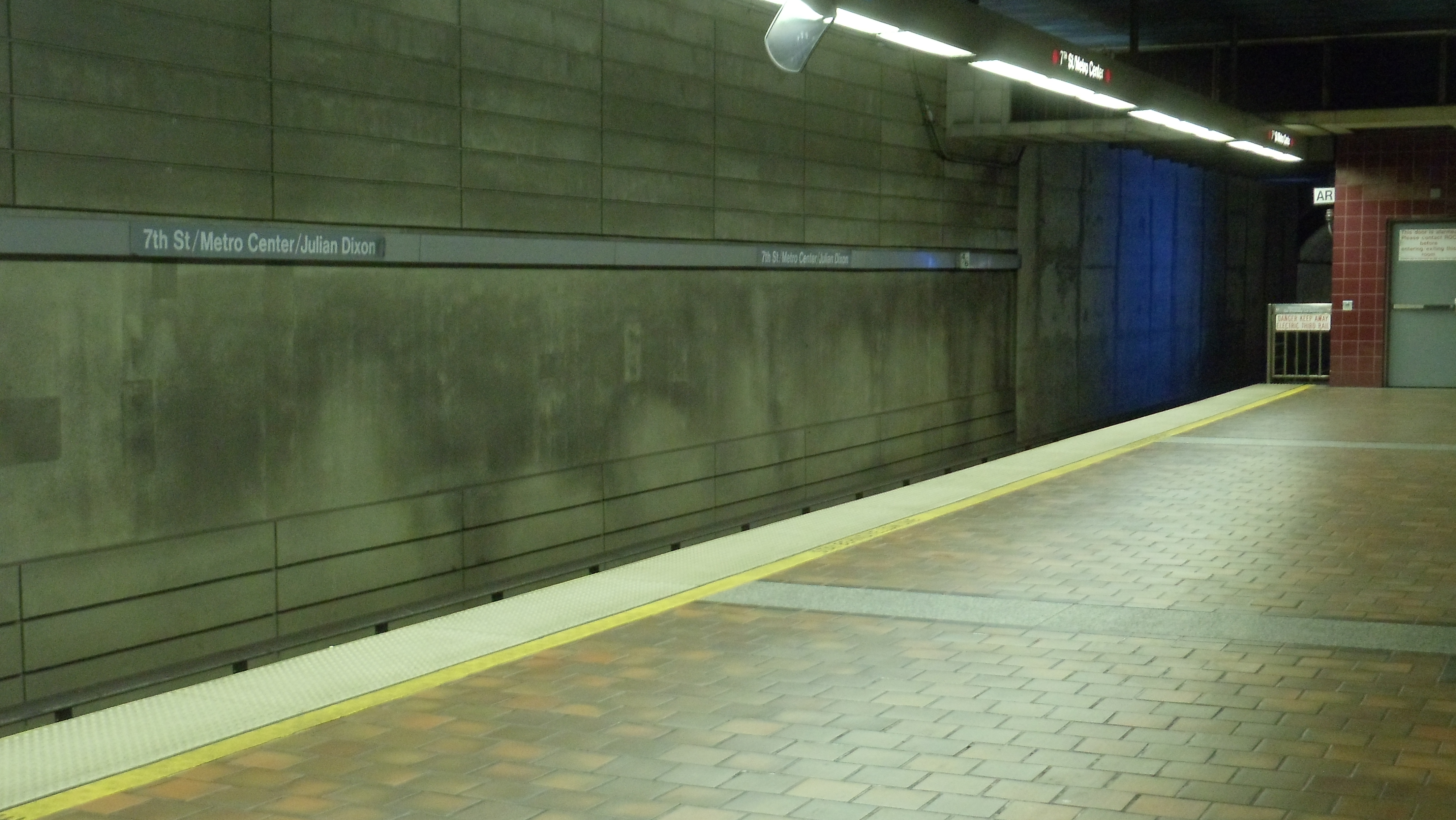
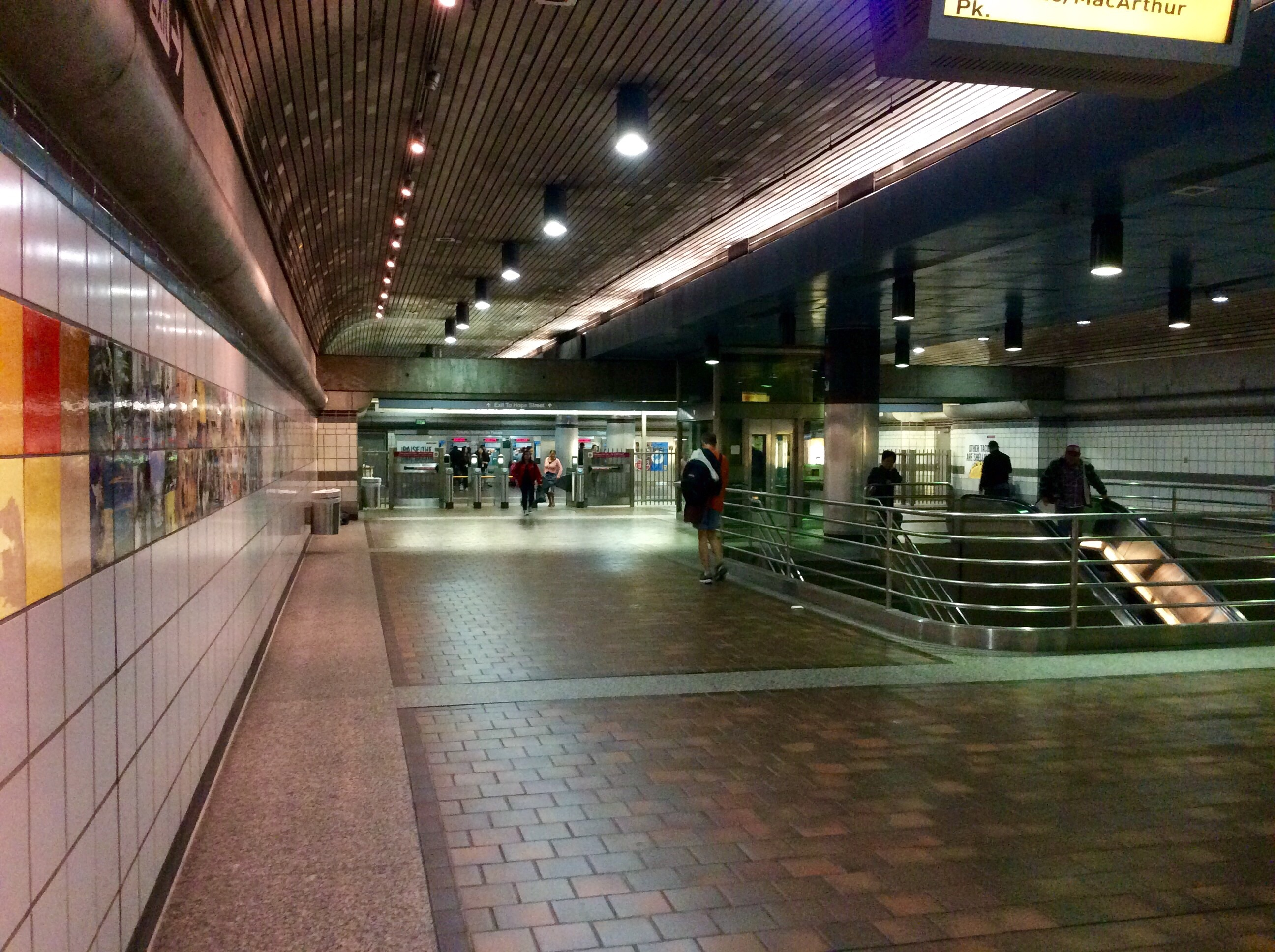
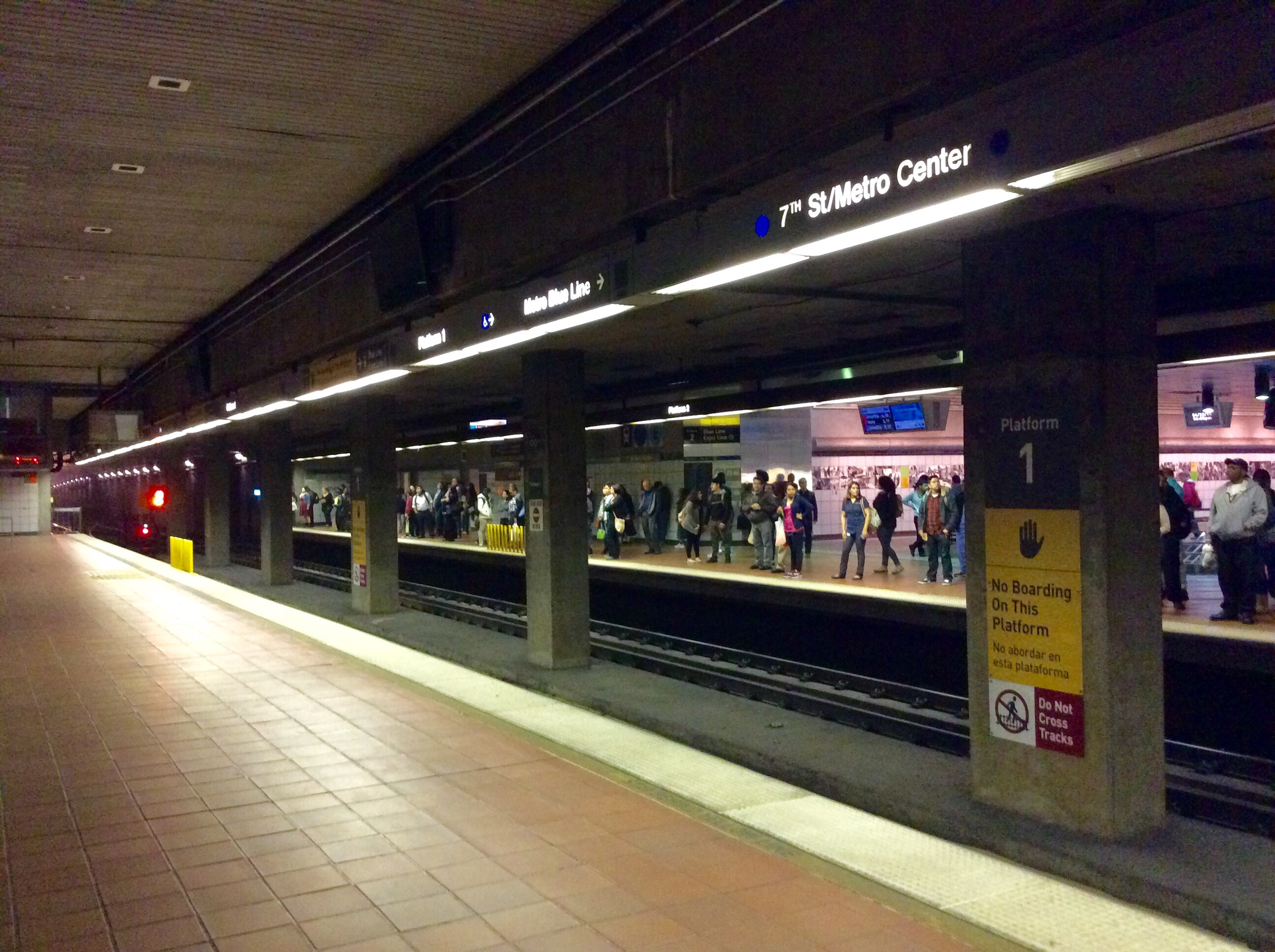